# PBK CSKA Moskwa
PBK CSKA Moskwa – koszykarska sekcja sportowego klubu rosyjskiego CSKA z siedzibą w Moskwie. Często mówi się o klubie „Armia Czerwona” przez swą dawną afiliację z Armią Czerwoną. CSKA wygrała dwa z czterech ostatnich tytułów w głównej europejskiej klubowej rywalizacji, Eurolidze, dochodząc do finałów we wszystkich czterech sezonach. W 2006 roku, pokonali oni broniący po raz drugi tytuł izraelski zespół Maccabi Tel Awiw 73–69 w finale w Sazkiej Arenie w Pradze.

## Sukcesy
- Mistrzostwo Związku Radzieckiego: 24
  - 1945, 1960–1966, 1969–1974, 1976–1984, 1988, 1990
- Mistrzostwo Rosji: 20
  - 1992–2000, 2003–2013
- Puchar Związku Radzieckiego: 3
  - 1972, 1973, 1982
- Puchar Rosji: 4
  - 2005, 2006, 2007, 2010
- Mistrzostwo Euroligi: 8
  - 1961, 1963, 1969, 1971, 2006, 2008, 2016, 2019
- Finał Euroligi: 12
  - 1961, 1963, 1965, 1969, 1970, 1971, 1973, 2006–2009, 2012

## Sezon po sezonie
| Sezon   | Mistrzostwa Rosji/VTB | Puchar Rosji | Rozgrywki Europejskie                    | Trener                        | Skład |
| ------- | --------------------- | ------------ | ---------------------------------------- | ----------------------------- | --- |
| 1937–38 | 12. miejsce           | Brak udziału | Brak udziału                             |                               | |
| 1938–39 | 9. miejsce            | Brak udziału | Brak udziału                             |                               | |
| 1939–40 | 13. miejsce           | Brak udziału | Brak udziału                             |                               | |
| 1944–45 | Mistrzostwo           | Brak udziału | Brak udziału                             |                               | Jewgienij Aleksiejew, Gdinmos Baikov, E. Alexeev, Grebenuikov, Kudriahov, Kuznekov, Mershin |
| 1945–46 | Wicemistrzostwo       | Brak udziału | Brak udziału                             |                               | Jewgienij Aleksiejew, E. Alexeev |
| 1946–47 | Brąz                  | Brak udziału | Brak udziału                             |                               | Jewgienij Aleksiejew, E. Alexeev |
| 1947–48 | 7. miejsce            | Brak udziału | Brak udziału                             |                               | Jewgienij Aleksiejew, E. Alexeev |
| 1948–49 | Brąz                  | Brak udziału | Brak udziału                             |                               | Jewgienij Aleksiejew, E. Alexeev |
| 1949–50 | Brąz                  | Brak udziału | Brak udziału                             |                               | Jewgienij Aleksiejew, E. Alexeev |
| 1950–51 | Wicemistrzostwo       | Brak udziału | Brak udziału                             |                               | Jewgienij Aleksiejew, E. Alexeev |
| 1951–52 |                       | Brak udziału | Brak udziału                             |                               | Jewgienij Aleksiejew, Anatoly Koniev, Griga Silinks, E. Alexeev, Antonov, Gupalov, Kazakov, Aleksandr Moisiejew, Osipov, Tarasov |
| 1952–53 | Wicemistrzostwo       | Brak udziału | Brak udziału                             |                               | |
| 1953–54 | Wicemistrzostwo       | Brak udziału | Brak udziału                             |                               | |
| 1954–55 | Wicemistrzostwo       | Brak udziału | Brak udziału                             |                               | Michaił Siemionow |
| 1956–57 | Wicemistrzostwo       | Brak udziału | Brak udziału                             |                               | Michaił Siemionow |
| 1957–58 | Wicemistrzostwo       | Brak udziału |                                          |                               | Wiktor Zubkow, Michaił Siemionow |
| 1958–59 | _                     | Brak udziału |                                          |                               | Giennadij Wolnow, Wiktor Zubkow, Michaił Siemionow |
| 1959–60 | Mistrzostwo           | Brak udziału |                                          |                               | Giennadij Wolnow, Wiktor Zubkow, Aleksandr Travin, Michaił Siemionow, Armenak Alachachian, Arkhady Botchkarev, Astakov, Karitonov, Karpov, Kopylov, Sirotinskii, Volkov |
| 1960–61 | Mistrzostwo           | Brak udziału | Euroliga Mistrzostwo                     | Jewgienij Aleksiejew          | Giennadij Wolnow, Wiktor Zubkow, Armenak Alachachian, Arkadij Boczkariow, Michaił Siemionow, Alexander Travin, Anatoli Astakhov, Viktor Kharitonov, E. Karpov, V. Kopilov, P. Sirotinski, V. Volkov |
| 1961–62 | Mistrzostwo           | Brak udziału | Euroliga Final 4                         | Jewgienij Aleksiejew          | Giennadij Wolnow, Wiktor Zubkow, Jaak Lipso, Armenak Alachachian, Arkhady Botchkarev, Aleksandr Travin, Jurij Korniejew, Michaił Siemionow, Astakov, Karpov, Kovalciuk, Sirotinskii, Volkov |
| 1962–63 |                       | Brak udziału | Euroliga Mistrzostwo                     | Jewgienij Aleksiejew          | Giennadij Wolnow, Wiktor Zubkow, Jaak Lipso, Jurij Korniejew, Armenak Alachachian, Michaił Siemionow, Arkadij Boczkariow, Aleksandr Pietrow, Aleksander Travin, Anatoli Astakhov, Viacheslav Khrinin, Aleksander Kulkov |
| 1963–64 | Mistrzostwo           | Brak udziału | Euroliga Wycofał się                     |                               | Giennadij Wolnow, Wiktor Zubkow, Jaak Lipso, Armenak Alachachian, Aleksandr Travin, Oleg Borodin, Arkhady Botchkarev, Jurij Korniejew, Alexander Kulkov, Astakov, Sirotinskii |
| 1964–65 | Mistrzostwo           | Brak udziału | Euroliga Wicemistrzostwo                 |                               | Giennadij Wolnow, Wiktor Zubkow, Jaak Lipso, Armenak Alachachian, Wadim Kapranow, Jurij Korniejew, Alexander Kulkov, Aleksandr Travin, Oleg Borodin, Arkhady Botchkarev, Astakov, Brjanov |
| 1965–66 | Mistrzostwo           | Brak udziału | Euroliga Brąz                            |                               | Giennadij Wolnow, Wiktor Zubkow, Jaak Lipso, Armenak Alachachian, Aleksandr Travin, Oleg Borodin, Arkhady Botchkarev, Wadim Kapranow, Jurij Korniejew, Andrey Kovalev, Alexander Kulkov, Astakov, Brjanov, Rodionov |
| 1966–67 |                       | Brak udziału | _                                        |                               | Jaak Lipso, Giennadij Wolnow, Armenak Alachachian, Wadim Kapranow, Alexander Kulkov |
| 1967–68 | Brąz                  | Brak udziału | _                                        |                               | Jaak Lipso, Giennadij Wolnow, Armenak Alachachian, Vladimir Andreev, Wadim Kapranow, Alexander Kulkov, Yuri Selhikov |
| 1968–69 | Mistrzostwo           | Brak udziału | Euroliga Mistrzostwo                     | Armenak Alachachian           | Siergiej Biełow, Giennadij Wolnow, Jaak Lipso, Vladimir Andreev, Yuri Selikhov, Alexander Sidjakin, Anatoli Astakhov, Wadim Kapranow, Alexander Kulkov, Rudolf Nesterov, Nikolai Kovyrkin, A. Blik |
| 1969–70 | Mistrzostwo           | Brak udziału | Euroliga Wicemistrzostwo                 | Aleksander Gomelski           | Siergiej Biełow, Giennadij Wolnow, Vladimir Andreev, Alexander Kulkov, Walerij Miłosierdow, Yuri Selhikov, Alexander Sidjakin, Ałżan Żarmuchamiedow, Wadim Kapranow, Blik, Gilguner, Illuk, Kocikov, Koykin |
| 1970–71 | Mistrzostwo           | Brak udziału | Euroliga Mistrzostwo                     | Aleksander Gomelski           | Siergiej Biełow, Iwan Jedieszko, Ałżan Żarmuchamiedow, Alexander Kulkov, Jewgienij Kowalenko, Walerij Miłosierdow, Wadim Kapranow, Nikolai Kovyrkin, V. Iljuk, N. Gilgner, Subbotin, Yastrebov |
| 1971–72 | Mistrzostwo           | Zwycięzca    | Euroliga ?                               | Aleksander Gomelski           | Siergiej Biełow, Iwan Jedieszko, Vladimir Andreev, Jastrebov, Wadim Kapranow, Jewgienij Kowalenko, Alexander Kulkov, Walerij Miłosierdow, Ałżan Żarmuchamiedow, Koykin, Illuk, Petrakov |
| 1972–73 | Mistrzostwo           | Zwycięzca    | Euroliga Wicemistrzostwo                 | Aleksander Gomelski           | Siergiej Biełow, Iwan Jedieszko, Vladimir Andreev, Nikolai Gjatschenko, Jewgienij Kowalenko, Alexander Kulkov, Walerij Miłosierdow, Ałżan Żarmuchamiedow, Koykin, Illuk, Jastrebov, Petrakov |
| 1973–74 | Mistrzostwo           |              | _                                        | Aleksander Gomelski           | Siergiej Biełow, Iwan Jedieszko, Vladimir Andreev, Nikolai Gjatschenko, Jewgienij Kowalenko, Walerij Miłosierdow, Ałżan Żarmuchamiedow, Petrakov, Jastrebov, Koykin, Lushenko, Illuk, Akimov |
| 1974–75 | Wicemistrzostwo       |              | _                                        | Aleksander Gomelski           | Siergiej Biełow, Iwan Jedieszko, Vladimir Andreev, Nikolai Gjatschenko, Jewgienij Kowalenko, Walerij Miłosierdow, Ałżan Żarmuchamiedow, Koykin, Jastrebov, Petrakov |
| 1975–76 | Mistrzostwo           |              | _                                        | Aleksander Gomelski           | Siergiej Biełow, Iwan Jedieszko, Siergiej Kowalenko, Stanisław Jeriomin, Nikolai Gjatschenko, Jewgienij Kowalenko, Walerij Miłosierdow, Aleksandr Salnikow, Ałżan Żarmuchamiedow, Petrakov, Koykin, Jastrebov, Avdeev |
| 1976–77 | Mistrzostwo           |              | Euroliga Final 4                         | Aleksander Gomelski           | Siergiej Biełow, Siergiej Kowalenko, Iwan Jedieszko, Stanisław Jeriomin, Aleksander Gusev, Jewgienij Kowalenko, Andriej Łopatow, Walerij Miłosierdow, Anatolij Myszkin, Ałżan Żarmuchamiedow, A. Meleshkin, Petrakov |
| 1977–78 | Mistrzostwo           |              | _                                        | Aleksander Gomelski           | Siergiej Biełow, Siergiej Kowalenko, Władimir Arzamaskow, Stanisław Jeriomin, Aleksander Gusev, Jewgienij Kowalenko, Andriej Łopatow, Walerij Miłosierdow, Anatolij Myszkin, Ałżan Żarmuchamiedow, A. Meleshkin, V. Petrakov |
| 1978–79 | Mistrzostwo           |              | _                                        | Aleksander Gomelski           | Siergiej Biełow, Iwan Jedieszko, Siergiej Kowalenko, Stanisław Jeriomin, Aleksander Gusev, Jewgienij Kowalenko, Andriej Łopatow, Walerij Miłosierdow, Anatolij Myszkin, Ałżan Żarmuchamiedow, Meleshkin, Petrakov |
| 1979–80 | Mistrzostwo           |              | _                                        | Aleksander Gomelski           | Siergiej Biełow, Alexander Belostenny, Siergiej Kowalenko, Stanisław Jeriomin, Jewgienij Kowalenko, Andriej Łopatow, Walerij Miłosierdow, Anatolij Myszkin, Viktor Pankraskhin, Siergiej Tarakanow, Ałżan Żarmuchamiedow, V. Petrakov |
| 1980–81 | Mistrzostwo           |              | Euroliga Final 4                         |                               | Alexander Belostenny, Siergiej Kowalenko, Stanisław Jeriomin, Aleksander Gusev, Jewgienij Kowalenko, Viktor Kuzmin, Andriej Łopatow, Walerij Miłosierdow, Anatolij Myszkin, Viktor Pankraskhin, Siergiej Tarakanow, Petrakov, Kozeljanko |
| 1981–82 | Mistrzostwo           | Zwycięzca    | Euroliga TOP 8                           |                               | Rimas Kurtinaitis, Stanisław Jeriomin, Aleksander Gusev, Viktor Kuzmin, Andriej Łopatow, Walerij Miłosierdow, Anatolij Myszkin, Viktor Pankraskhin, Sergei Tarakanov, A. Meleshkin, A. Koytun, M. Kozeljanko |
| 1982–83 | Mistrzostwo           |              | Euroliga Final 4                         |                               | Władimir Tkaczenko, Stanisław Jeriomin, Aleksander Gusev, Viktor Kuzmin, Andriej Łopatow, Anatolij Myszkin, Viktor Pankraskhin, Sergeiy Popov, Dmitriy Sukharev, Sergei Tarakanov, A. Lyndin, A. Meleshkin |
| 1983–84 | Mistrzostwo           | _            | _                                        |                               | Siergiej Bazariewicz, Władimir Tkaczenko, Heino Enden, Stanisław Jeriomin, Alexander Ermolinskij, Aleksander Gusev, Andriej Łopatow, Anatolij Myszkin, Viktor Pankraskhin, Sergeiy Popov, Dmitriy Sukharev, Sergei Tarakanov |
| 1984–85 | Wicemistrzostwo       | _            | Euroliga Final 4                         | Yuri Selikhov                 | Siergiej Bazariewicz, Władimir Tkaczenko, Heino Enden, Stanisław Jeriomin, Viktor Pankraskhin, Sergei Tarakanov, Alexander Ermolinskij, Aleksander Gusev, Andriej Łopatow, Walerij Tichonienko |
| 1985–86 | Wicemistrzostwo       | _            | Puchar Europy Zdobywców Pucharów Final 4 | Aleksander Gomelski           | Siergiej Bazariewicz, Władimir Tkaczenko, Tiit Sokk, Walerij Goborow, Sergei Tarakanov, Walerij Tichonienko, Heino Enden, Andriej Łopatow, Igors Miglinieks, Anatolij Myszkin, Viktor Pankraskhin, Sergeiy Popov |
| 1986–87 | Wicemistrzostwo       | _            | Puchar Europy Zdobywców Pucharów Final 4 |                               | Siergiej Bazariewicz, Ołeksandr Wołkow, Tiit Sokk, Władimir Tkaczenko, Sergei Tarakanov, Walerij Tichonienko, Victor Berezhnoy, Heino Enden, Vladimir Gorin, Andriej Łopatow, Viktor Pankraskhin, Sergeiy Popov |
| 1987–88 | Mistrzostwo           | _            | _                                        | Aleksander Gomelski           | Siergiej Bazariewicz, Ołeksandr Wołkow, Tiit Sokk, Władimir Tkaczenko, Sergei Tarakanov, Victor Berezhnoy, Heino Enden, Walerij Goborow, Vladimir Gorin, Andriej Łopatow, Igors Miglinieks, Dmitriy Minaev, Viktor Pankraskhin, Sergeiy Popov |
| 1988–89 | Brąz                  | _            | Euroliga TOP 8                           |                               | Walerij Goborow, Władimir Tkaczenko, Kārlis Muižnieks, Sergei Tarakanov, Victor Berezhnoy, Vladimir Gorin, Andriej Łopatow, Igors Miglinieks, Dmitriy Minaev, Viktor Pankraskhin, Sergeiy Popov |
| 1989–90 | Mistrzostwo           | _            | Puchar Koracia Final 4                   |                               | Władimir Tkaczenko, Victor Berezhnoy, Vladimir Gorin, Aleksander Gusev, Andrey Kornev, Andriej Łopatow, Dmitriy Minaev, Sergeiy Popov, Sergei Tarakanov, S. Kokerin, A. Meleshkin, G. Rezkov |
| 1990–91 | 4. miejsce            | _            | Euroliga TOP 16                          |                               | Maxim Astanin, Victor Berezhnoy, Vladimir Gorin, Aleksander Gusev, Andrey Kornev, Maksim Kropachev, Oleg Meleshenko, Kochergin, G. Rezkov |
| 1991–92 | Mistrzostwo           | _            | _                                        |                               | Maxim Astanin, Andrey Kornev |
| 1992–93 | Mistrzostwo           | _            | _                                        |                               | Sergey Antipov, Siergiej Bazariewicz, Siergiej Iwanow, Maxim Astanin, Andrei Kharchinskij, Władisław Kondratow, Andrey Kornev, Igor Kudelin, Igor Kuraszow, Dmitriy Minaev, Andrey Olbreht, Tikhon Sevidov, Andrey Spiridonov, Aleksiej Vadeev |
| 1993–94 | Mistrzostwo           | _            | Euroliga Last 64                         |                               | Wasilij Karasiow, Siergiej Iwanow, Nikita Morgunow, Maxim Astanin, Sergey Bezrodnov, Igor Chernov, Vladimir Gorin, Sergey Grezin, Władisław Kondratow, Andrey Kornev, Igor Kudelin, Igor Kuraszow, Andrey Spiridonov, Aleksiej Vadeev |
| 1994–95 | Mistrzostwo           | _            | Euroliga TOP 8                           | Stanisław Jeriomin            | Chuck Evans, Patrick Eddie, Wasilij Karasiow, Nikita Morgunow, Sergey Grezin, Jewgienij Kisurin, Andrey Kornev, Igor Kudelin, Igor Kuraszow, Siergiej Panow, Roman Safronov, Andrey Spiridonov, Sergey Tatarovich, Aleksiej Vadeev |
| 1995–96 | Mistrzostwo           | _            | Euroliga Brąz                            | Stanisław Jeriomin            | Wasilij Karasiow, Ołeksandr Wołkow, Gundars Vētra, Nikita Morgunow, Julius Nwosu, Jewgienij Kisurin, Andrey Kornev, Igor Kudelin, Igor Kuraszow, Siergiej Panow, Andrey Spiridonov, Aleksiej Vadeev |
| 1996–97 | Mistrzostwo           | _            | Euroliga Last 32                         | Stanisław Jeriomin            | Ruslan Avleev, Siergiej Bazariewicz, Marcus Webb, Michael Jennings, Alexandre Bachminov, Walerij Daineko, Alexandre Goutorov, Andrey Kornev, Igor Kudelin, Siergiej Panow, Andrey Spiridonov, Aleksiej Vadeev, Edmond Wilson |
| 1997–98 | Mistrzostwo           | _            | Euroliga TOP 8                           | Stanisław Jeriomin            | Siergiej Bazariewicz, Nikita Morgunow, Gundars Vētra, Marcus Webb, Michael Jennings, Walerij Daineko, Dmitri Domani, Alexandre Goutorov, Igor Kudelin, Igor Kuraszow, Siergiej Panow, Dmitriy Shakulin, Mijail Solovev, Walerij Tichonienko, Anton Yudin |
| 1998–99 | Mistrzostwo           | _            | Euroliga TOP 16                          | Stanisław Jeriomin            | Andriej Kirilenko, Wasilij Karasiow, Gundars Vētra, Randy White, Walerij Daineko, Dmitri Domani, Alexandre Goutorov, Jewgienij Kisurin, Igor Kudelin, Vitaliy Nossov, Siergiej Panow, Walerij Tichonienko |
| 1999–00 | Mistrzostwo           | _            | Euroliga TOP 16                          | Stanisław Jeriomin            | Andriej Kirilenko, Vladan Alanović, Gintaras Einikis, Wasilij Karasiow, Gundars Vētra, Walerij Daineko, Dmitri Domani, Igor Kudelin, Siergiej Panow, Aleksey Savkov, Aleksey Shitikov, Mate Skelin, Walerij Tichonienko, Yadgar Karimov, Anton Iagodin, Sergey Pankratov, Aleksey Smirnov, Artem Ogurtsov, Konstantin Fomin, Sergry Gavrioushin                                                  |
| 2000–01 | 4. miejsce            | _            | Euroliga Final 4                         | Walerij Tichonienko           | Vladan Alanović, Dmitri Domani, Gintaras Einikis, Andriej Fietisow, Sergry Gavrioushin, Yadgar Karimov, Andriej Kirilenko, Igor Kudelin, Rusty LaRue, Nikita Morgunow, Nikolay Padius, Alexander Petrenko, Roy Rogers, Aleksiej Savkov, Nicolai Alekseev, Juris Umbraško, Denis Slaykovskiy, Oleg Stepanov, Aleksey Ugolkov, Artem Ogurtsov, Aleksiej Zvonov, Anton Iagodin, Jewgienij Kukushkin |
| 2001–02 | 5. miejsce            | _            | Euroliga TOP 8                           | Walerij Tichonienko           | Nicolai Alekseev, Dmitri Domani, Andriej Fietisow, Gordan Giriček, Curtis McCants, Raimonds Miglinieks, Nikolay Padius, Zachar Paszutin, Alexander Petrenko, Josko Poljak, Aleksiej Savkov, Mirsad Türkcan, Rubén Wolkowyski, Nikita Morgunow, Roy Rogers, Juris Umbraško, Danil Soldatov |
| 2002–03 | Mistrzostwo           | Finalista    | Euroliga Final 4                         | Dušan Ivković                 | Nikos Chadziwretas, Teodoros Papalukas, Victor Alexander, J.R. Holden, Darius Songaila, Alexander Bashimov, Chris Gatling, Wiktor Chriapa, Siergiej Monia, Nikolay Padius, Siergiej Panow, Jewgienij Paszutin, Zachar Paszutin, Aleksiej Sawrasenko |
| 2003–04 | Mistrzostwo           | Finalista    | Euroliga Brąz                            | Dušan Ivković                 | Teodoros Papalukas, Dragan Tarlać, Victor Alexander, J.R. Holden, Alexander Bashimov, Marcus Brown, Wiktor Chriapa, Siergiej Monia, Siergiej Panow, Aleksiej Sawrasenko, Mirsad Türkcan, Anton Yudin, Egor Vyaltsev, Giorgi Tsintsadze, Walerij Likhodei |
| 2004–05 | Mistrzostwo           | Zwycięzca    | Euroliga 4. miejsce                      | Dušan Ivković                 | Teodoros Papalukas, Dimos Dikudis, J.R. Holden, Martin Müürsepp, Aleksiej Sawrasenko, David Andersen, Marcus Brown, Antonio Granger, Nikita Kurbanov, Siergiej Monia, Siergiej Panow, Zachar Paszutin, Wasilij Zaworujew, Jarosław Korolow, Arthur Urazmanov |
| 2005–06 | Mistrzostwo           | Zwycięzca    | Euroliga Mistrzostwo                     | Ettore Messina                | Teodoros Papalukas, Nikita Kurbanov, Siergiej Panow, Wasilij Zaworujew, Matjaž Smodiš, David Vanterpool, J.R. Holden, Zachar Paszutin, Vladimir Dyachok, David Andersen, Aleksiej Sawrasenko, Anatoly Kashirov, Trajan Langdon, Tomas Van Den Spiegel |
| 2006–07 | Mistrzostwo           | Zwycięzca    | Euroliga Finalista                       | Ettore Messina                | Teodoros Papalukas, David Andersen, J.R. Holden, Anatoly Kashirov, Nikita Kurbanov, Trajan Langdon, Zachar Paszutin, Anton Ponkraszow, Aleksiej Sawrasenko, Matjaž Smodiš, Óscar Torres, Tomas Van Den Spiegel, David Vanterpool, Andriej Woroncewicz, Aleksiej Szwied |
| 2007–08 | Mistrzostwo           | Finalista    | Euroliga Mistrzostwo                     | Ettore Messina                | Teodoros Papalukas, Nikos Zisis, Anatoly Kashirov, Matjaž Smodiš, Ramūnas Šiškauskas, J.R. Holden, Zachar Paszutin, David Andersen, Aleksiej Sawrasenko, Artem Zabelin, Andriej Woroncewicz, Trajan Langdon, Marcus Gorée, Aleksiej Szwied, Tomas Van Den Spiegel, Wiktor Chriapa |
| 2008–09 | Mistrzostwo           | Brąz         | Euroliga Wicemistrzostwo                 | Ettore Messina                | Nikos Zisis, Victor Keyru, Matjaž Smodiš, Ramūnas Šiškauskas, J.R. Holden, Erazem Lorbek, Artem Zabelin, Andriej Woroncewicz, Trajan Langdon, Aleksiej Szwied, Sasha Kaun, Wiktor Chriapa, Zoran Planinić, Terence Morris |
| 2009–10 | Mistrzostwo           | Zwycięzca    | Euroliga Brąz                            | Jewgienij Paszutin            | Nikita Kurbanov, Victor Keyru, Matjaž Smodiš, Ramūnas Šiškauskas, J.R. Holden, Pops Mensah-Bonsu, Artem Zabelin, Anton Ponkraszow, Andriej Woroncewicz, Trajan Langdon, Sasha Kaun, Dmitri Sokolov, Wiktor Chriapa, Zoran Planinić |
| 2010–11 | Mistrzostwo           | Brak udziału | Euroliga faza grupowa                    | Vujošević Shakulin Kazlauskas | Trajan Langdon, Jamont Gordon, Ramūnas Šiškauskas, Wiktor Chriapa, Sasha Kaun, J.R. Holden, Matjaž Smodiš, Aleksiej Szwied, Boban Marjanović, Artem Zabelin, Andriej Woroncewicz, Sergey Bykov, Dmitri Sokolov, Nikita Kurbanov |
| 2011–12 | Mistrzostwo           | Brak udziału | Euroliga Wicemistrzostwo                 | Jonas Kazlauskas              | Miloš Teodosić, Anton Ponkraszow, Nenad Krstić, Jamont Gordon, Ramūnas Šiškauskas, Wiktor Chriapa, Sasha Kaun, Aleksiej Szwied, Artem Zabelin, Andriej Woroncewicz, Sergey Bykov, Dmitri Sokolov, Nikita Kurbanov, Andriej Kirilenko, Sammy Mejia, Dariusz Ławrynowicz |
| 2012–13 | Mistrzostwo           | Brak udziału | Euroliga Brąz                            | Ettore Messina                | Miloš Teodosić, Vladimir Micov, Alexander Gudumak, Aaron Jackson, Dmitri Sokolov, Nenad Krstić, Sonny Weems, Aleksei Zozulin, Zoran Erceg, Jewgienij Woronow, Andriej Woroncewicz, Sasha Kaun, Wiktor Chriapa, Anton Ponkraszow, Teodoros Papalukas |
| 2013–14 | Mistrzostwo           | 1/4 finał    | Euroliga 4. miejsce                      | Ettore Messina                | Miloš Teodosić, Vladimir Micov, Alexander Gudumak, Witalij Fridzon, Aaron Jackson, Jeremy Pargo, Nenad Krstić, Sonny Weems, Aleksei Zozulin, Andriej Woroncewicz, Grigory Shukhovtcov, Sasha Kaun, Kyle Hines |

## Mecze z drużynami NBA
| Data                 | Statystyki | Klub NBA               | Wynik   | CSKA Moskwa | Miejsce                            |
| -------------------- | ---------- | ---------------------- | ------- | ----------- | ---------------------------------- |
| 7 października 2006  | Tabela     | Los Angeles Clippers   | 75–94   | CSKA Moskwa | Universal Sports Hall CSKA, Moskwa |
| 11 października 2006 | Tabela     | Philadelphia 76ers     | 85–71   | CSKA Moskwa | Kölnarena, Kolonia                 |
| 10 października 2008 | Tabela     | Orlando Magic          | 94–66   | CSKA Moskwa | Amway Arena, Orlando               |
| 14 października 2008 | Tabela     | Toronto Raptors        | 86–78   | CSKA Moskwa | Air Canada Centre, Toronto         |
| 12 października 2010 | Tabela     | Miami Heat             | 96–85   | CSKA Moskwa | American Airlines Arena, Miami     |
| 14 października 2010 | Tabela     | Oklahoma City Thunder  | 97–89   | CSKA Moskwa | Ford Center, Oklahoma City         |
| 16 października 2010 | Tabela     | Cleveland Cavaliers    | 87–90   | CSKA Moskwa | Quicken Loans Arena, Cleveland     |
| 7 października 2013  | Tabela     | Minnesota Timberwolves | 106–108 | CSKA Moskwa | Target Center, Minneapolis         |
| 9 października 2013  | Tabela     | San Antonio Spurs      | 95–93   | CSKA Moskwa | AT&T Center, San Antonio           |

## Trenerzy sezon po sezonie
| 1953–54 | Jewgienij Aleksiejew |
| 1954–55 | Jewgienij Aleksiejew |
| 1955–56 | Jewgienij Aleksiejew |
| 1956–57 | Jewgienij Aleksiejew |
| 1957–58 | Jewgienij Aleksiejew |
| 1958–59 | Jewgienij Aleksiejew |
| 1959–60 | Jewgienij Aleksiejew |
| 1960–61 | Jewgienij Aleksiejew |
| 1961–62 | Jewgienij Aleksiejew |
| 1962–63 | Jewgienij Aleksiejew |
| 1963–64 | Jewgienij Aleksiejew |
| 1964–65 | Jewgienij Aleksiejew |
| 1965–66 | Jewgienij Aleksiejew |
| 1966–67 | Jewgienij Aleksiejew |
| 1968–69 | Armenak Aladżadżjan  |
| 1969–70 | Armenak Aladżadżjan  |
| 1970–71 | Aleksander Gomelski  |

| 1971–72 | Aleksander Gomelski |
| 1972–73 | Aleksander Gomelski |
| 1973–74 | Aleksander Gomelski |
| 1974–75 | Aleksander Gomelski |
| 1975–76 | Aleksander Gomelski |
| 1976–77 | Aleksander Gomelski |
| 1977–78 | Aleksander Gomelski |
| 1978–79 | Aleksander Gomelski |
| 1979–80 | Aleksander Gomelski |
| 1980–81 | Jurij Sielichow     |
| 1981–82 | Siergiej Biełow     |
| 1982–83 | Jurij Sielichow     |
| 1983–84 | Jurij Sielichow     |
| 1984–85 | Jurij Sielichow     |
| 1985–86 | Aleksander Gomelski |
| 1986–87 | Jurij Sielichow     |
| 1987–88 | Jurij Sielichow     |

| 1988–89 | Jurij Sielichow Siergiej Biełow   |
| 1989–90 | Siergiej Biełow                   |
| 1990–91 | Iwan Jedieszko                    |
| 1991–92 | Iwan Jedieszko Stanisław Jeriomin |
| 1992–93 | Stanisław Jeriomin                |
| 1993–94 | Stanisław Jeriomin                |
| 1994–95 | Stanisław Jeriomin                |
| 1995–96 | Stanisław Jeriomin                |
| 1996–97 | Stanisław Jeriomin                |
| 1997–98 | Stanisław Jeriomin                |
| 1998–99 | Stanisław Jeriomin                |
| 1999–00 | Stanisław Jeriomin                |
| 2000–01 | Walerij Tichonienko               |
| 2001–02 | Walerij Tichonienko               |
| 2002–03 | Dušan Ivković                     |

| 2003–04 | Dušan Ivković                                     |
| 2004–05 | Dušan Ivković                                     |
| 2005–06 | Ettore Messina                                    |
| 2006–07 | Ettore Messina                                    |
| 2007–08 | Ettore Messina                                    |
| 2008–09 | Ettore Messina                                    |
| 2009–10 | Jewgienij Paszutin                                |
| 2010–11 | Duško Vujošević Dmitrij Szakulin Jonas Kazlauskas |
| 2011–12 | Jonas Kazlauskas                                  |
| 2012–13 | Ettore Messina                                    |
| 2013–14 | Ettore Messina                                    |
| 2014–15 | Dimitrios Itudis                                  |
| 2015–16 | Dimitrios Itudis                                  |